# Picrospora invia
Picrospora invia är en fjärilsart som beskrevs av Edward Meyrick 1921. Picrospora invia ingår i släktet Picrospora och familjen säckspinnare. Inga underarter finns listade i Catalogue of Life.